# Loránd Lohinszky
Loránd Rudolf Lohinszky (n. 25 iulie 1924, Cluj, România – d. 22 iunie 2013, Târgu Mureș, România) a fost un actor de teatru și film, regizor de teatru și profesor universitar român de etnie maghiară.
A făcut parte din trupa Teatrului Maghiar de Stat din Cluj (1946–1950) și apoi, timp de peste 40 de ani, din trupa Teatrului Secuiesc (ulterior Teatrul Național) din Târgu Mureș (1950-1990) și a jucat, de asemenea, într-un număr mare de piese de teatru și de filme (atât românești, cât și ungurești). În paralel, a desfășurat o activitate didactică întinsă pe o durată de peste 50 de ani, începând din 1954, ca profesor de arta actorului la Institutul de Teatru „Szentgyörgyi István” din Târgu-Mureș, contribuind astfel la formarea mai multor generații de actori maghiari. Ca o recunoaștere a meritelor sale, a fost distins cu titlul de artist emerit al Republicii Populare Române (1964).

## Biografie

### Studii
S-a născut la 25 iulie 1924 în orașul Cluj din România. Părinții săi erau oameni simpli: tatăl său, József Lohinszky, era un muncitor feroviar clujean, iar mama sa, Margit Illyés, era o țărancă din Lunca Mureșului. Străbunicul său patern a sosit la Miercurea Ciuc cu regimentul polonez condus de generalul Józef Bem în cadrul campaniei militare de la jumătatea secolului al XIX-lea. Loránd a fost pasionat încă din copilărie de teatru, fiind dus adesea de părinții lui la spectacolele de operetă. Cu toate acestea, după terminarea liceului a intenționat să urmeze studii de chimie la Budapesta, dar moartea tatălui său a agravat situația financiară a familiei și l-a determinat să rămână la Cluj.
Loránd Lohinszky s-a angajat din motive financiare la 1 ianuarie 1946 ca supraveghetor de sală și secretar organizatoric la Teatrul Maghiar de Stat din Cluj (care era condus atunci de Jenő Szentimrei), iar în toamna aceluiași an a fost admis la cursurile Institutului Maghiar de Artă din Cluj (nou-înființat), unde i-a avut ca profesori pe Lajos Kőmíves Nagy, Lili Poór, Mária Bisztrai, Lajos Szabó, Ferenc Delly, Miklós Tompa, Ernő Szabó și György Kovács, iar printre colegi pe György Harag, Béla Horváth, Lujza Orosz și Bella Tanai. A fost angajat în perioada studiilor ca actor categoria a II-a la Teatrul Maghiar de Stat din Cluj și a debutat la 25 decembrie 1946 în rolul mic al unui ziarist din spectacolul Aventura după Sándor Márai, pus în scenă de regizorul Lajos Kőmíves Nagy, fiind primul student care a jucat pe scena mare a teatrului. Profesorul Kőmíves Nagy l-a distribuit apoi în rolul Lucentio din spectacolul Îmblânzirea scorpiei după William Shakespeare, care a avut premiera la 22 aprilie 1947. Interpretarea lui Lohinszky a provocat o atitudine glacială a colegilor săi, iar unii nu s-au sfiit să afirme că tânărul student nu era potrivit pentru cariera artistică pentru că nu își juca rolurile instinctiv (așa cum era obiceiul pe atunci), ci în mod conștient.

### Cariera profesională
A absolvit studiile universitare la Institutul Maghiar de Artă din Cluj în 1950, în prima generație de absolvenți ai institutului, și, după absolvire, a fost repartizat, la propunerea lui György Kovács, ca actor la Teatrul Secuiesc din Târgu Mureș, ce fusese înființat în 1946 de regizorul Miklós Tompa. A devenit cunoscut în 1951 prin interpretarea rolului Treplev din Pescărușul de Anton Cehov Criticul de film Anna Halász a scris că „Treplevul lui nu a fost suspicios și agresiv, ci a părut lipsit de apărare și vulnerabil, un om căruia îi lipsesc abilitățile de comunicare, de exprimare de sine și de construcție a relațiilor – dar această experiență avea un strat al suferinței adânci, suprimate, de care personajul nu se poate elibera”, după ce actorul dovedise deja în 1949 „o abilitate incredibilă de a crea atmosferă în jurul lui” în rolul chelnerului somnoros și împiedicat din Chef boieresc de Zsigmond Móricz. Lohinszky a jucat în perioada de glorie a Teatrului Secuiesc alături de mari actori precum Ernő Szabó, Ferenc Delly, György Kovács, Margit Kőszegi, Lucy Hamvay și Oszkár Borovszky, care au pus bazele unei activități teatrale de renume național într-un oraș de provincie.
După reorganizarea Teatrului Secuiesc în 1962, a făcut parte din trupa secției maghiare a Teatrului de Stat (ridicat în 1978 la rangul de teatru național), fiind timp de peste patruzeci de ani un membru principal al trupei maghiare de teatru din Târgu Mureș. A interpretat personaje strălucitoare îndeosebi în spectacolele puse în scenă de regizorul György Harag: creditorul Darkó din Înainte de potop de István Nagy (1971), Komoróczy din Iubire de Lajos Barta (1973) și Lucifer din Tragedia omului de Imre Madách (1975), Calvin din O stea pe rug de András Sütő (1976) sau predicatorul din Bocet vesel pentru un fir de praf rătăcitor de András Sütő (1977), iar mai târziu și în spectacolele realizate de regizorii Elemér Kincses și Levente Kovács.
Lohinszky s-a pensionat în anul 1990, dar a continuat să joace pe scena Teatrului Național din Târgu Mureș. În cei peste 50 de ani de carieră artistică a interpretat mai mult de 130 de roluri, căutând să exprime caracterul dramatic complex al personajelor. Loránd Lohinszky a vorbit despre menirea actorului într-un interviu din 1979: „[...] actorii poartă, în realitate sau în spirit, șapca cu ciucuri de bufon. Suntem comedianți, asta este menirea noastră și nu catedra de la universitate, profesoratul, ci comedia”.
După mutarea Institutului de Teatru „Szentgyörgyi István” de la Cluj la Târgu Mureș în 1954 (sau, după altă sursă, chiar mai înainte, încă din 1953), Loránd Lohinszky a devenit profesor universitar de arta actorului la Institutul de Teatru „Szentgyörgyi István” din Târgu Mureș și a contribuit la formarea unui număr mare de actori maghiari. I-a avut ca studenți, printre alții, pe Attila Gáspárik, Géza Fazakas, László Mátray și Imola Kézdi. Și-a încheiat activitatea didactică în anul 2010, la vârsta de 86 de ani. În același an a primit titlul de Profesor Honoris Causa al Universității de Arte din Târgu Mureș.

### Viața personală și moartea
S-a căsătorit în 1957 cu actrița Ibolya Farkas (n. 1939), cu care a avut o fiică, Júlia Lohinszky (n. 1958). A jucat pe scenă de mai multe ori alături de soția sa, jocul lor comun fiind evidențiat de critici mai ales în spectacolul Cui i-e frică de Virginia Woolf? de Edward Albee, pus în scenă în 1994 de regizorul Mircea Cornișteanu.
Securitatea Statului i-a deschis în anii regimului comunist un dosar de urmărire informativă, dându-i numele conspirativ Lavinschi: agenții poliției politice i-au citit scrisorile și i-au ascultat convorbirile telefonice, iar unii dintre studenții profesorului Lohinszky au scris informări cu privire la activitatea lui.
În cursul unei cariere artistice întinse pe parcursul a peste 50 de ani, Loránd Lohinszky a fost distins cu Ordinul Meritul Cultural clasa a II-a (1967) „pentru merite deosebite în domeniul artei dramatice”, cu Crucea de Ofițer a Ordinului de Merit al Republicii Ungare (1995) și cu Ordinul național „Steaua României” în grad de Ofițer (1 decembrie 2000) „pentru realizări artistice remarcabile și pentru promovarea culturii”. I s-au mai acordat titlul de cetățean de onoare al orașului Târgu Mureș (2003) și titlul de Doctor Honoris Causa al Universității Naționale de Artă Teatrală și Cinematografică din București (2005). În plus, începând din 2004 a fost membru al consiliului de administrație al Premiului Memorial „István Bubik” pentru Arta Maghiară.
Loránd Lohinszky a murit pe 22 iunie 2013 la Târgu Mureș, după o scurtă suferință, și a fost înmormântat pe 26 iunie 2013 în Cimitirul Reformat din același oraș.

## Activitatea artistică

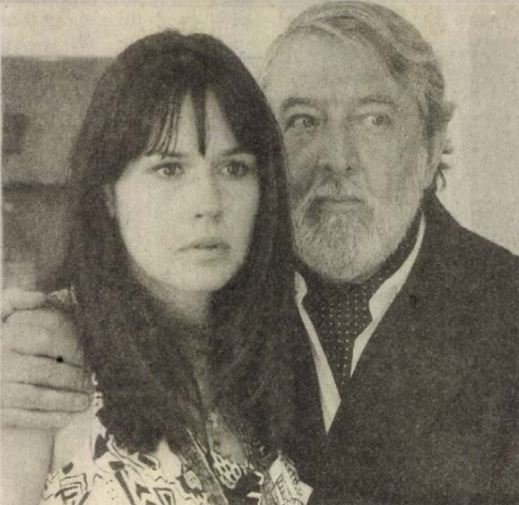
Catherine Wilkening și Lóránd Lohinszky în coproducția maghiaro-franceză Vendredi noir (Csendélet, 1994).

Loránd Lohinszky a desfășurat o bogată activitate ca actor de teatru, jucând cu succes în tragedii, drame, piese muzicale și comedii. S-a făcut remarcat prin dicția, accentul și tonul oarecum răgușit, care au făcut ca interpretările sale să devină inconfundabile, precum și printr-o bună dispoziție exuberantă și ironie amară în comedii. Ținuta sa demnă și atitudinea glacială l-au făcut pe actorul Attila Gáspárik – unul dintre foștii săi studenți, care a devenit directorul general al Teatrului Național din Târgu Mureș și rector al Universității de Arte – să-l compare cu un lord englez.
A interpretat un număr mare de roluri importante din dramaturgia maghiară și universală precum Treplev din Pescărușul de Anton Cehov, Filiberto din O întâmplare ciudată de Carlo Goldoni, generalul Artúr Görgei din Făclia de Gyula Illyés, creditorul Darkó din Înainte de potop de István Nagy, Kulîghin din Trei surori de Cehov, Calvin și Servet din O stea pe rug de András Sütő, predicatorul din Bocet vesel pentru un fir de praf rătăcitor de András Sütő, regele Lear din piesa omonimă a lui Shakespeare, Platonov din piesa omonimă a lui Cehov, acuzatorul din Apărarea de Lajos Szabó, profesorul Andronic din Ultima oră de Mihail Sebastian, Cerchez din Ziariștii de Al. Mirodan, unchiul Vania din piesa omonimă a lui Cehov, Möbius din Fizicienii de Friedrich Dürrenmatt, maiorul din Familia Tót de István Örkény, Farkas Bolyai din Cei doi Bolyai de László Németh, Șerban Saru-Sinești din Jocul ielelor de Camil Petrescu, Ottó și Biberach din Banul Bánk de József Katona, Loginov din Tinerețea părinților de Boris Gorbatov, dirigintele de poștă din Revizorul de Nikolai Gogol, capelanul din Învățătoarea de Sándor Bródy, preotul Bálint din Budai Nagy Antal de Károly Kós, Noah din Omul care aduce ploaia de Richard Nash, Matei din Citadela sfărâmată de Horia Lovinescu, răgușitul din Tragedia optimistă de Vsevolod Vișnevski, Frank din Profesiunea doamnei Warren de George Bernard Shaw, Molière din Cabala bigoților de Mihail Bulgakov, lordul Windermere din Evantaiul doamnei Windermere de Oscar Wilde, Jonathan Coffin din Noaptea iguanei de Tennessee Williams, Komoróczy din Iubire de Lajos Barta, Suslov din Vilegiaturiștii de Maxim Gorki, Lucifer din Tragedia omului de Imre Madách, George Bernard Shaw din Dragă mincinosule de Jerome Kilty, regele Filip al II-lea din Don Carlos de Friedrich Schiller și dr. Wangel din Femeia mării de Henrik Ibsen.
Lohinszky a debutat în cinematografie în filmul O mică întîmplare! (1957), regizat de Gheorghe Turcu. De la începutul anilor 1970 a început să fie solicitat atât de studiourile cinematografice din Ungaria, cât și de cele din România. A jucat în numeroase filme de cinema, printre care filmele românești Pintea (1976), Buzduganul cu trei peceți (1977) și Rug și flacără (1980) și filmele ungurești Nincs idő (1973), Álmodó ifjúság („Tinerețe visătoare”, 1974), Holnap lesz fácán („Mâine va fi fazan”, 1974), Apám néhány boldog éve („Cei câțiva ani fericiți ai tatălui meu”, 1977), Ítélet után („După sentință”, 1979), Anna (1981), Ábel a rengetegben (1994) și Retúr (1996). Cel mai cunoscut rol al său a fost János Török din filmul unguresc Apám néhány boldog éve („Cei câțiva ani fericiți ai tatălui meu”, 1977), regizat de Sándor Simó.
Meritele sale artistice i-au fost recunoscute prin acordarea titlului de artist emerit al Republicii Populare Române în 1964 și prin decernarea mai multor premii: Premiul I la concursul pentru tinerii artiști din teatrele dramatice (1954), Premiul special „Un deceniu de dramaturgie românească” (1956), Premiul III la Festivalul Național de Teatru (1958), Premiul pentru cea mai bună construcție dramatică la Festivalul Dramaturgiei Contemporane de la Brașov (1977), Premiul A.T.M. pentru cel mai bun actor (1978), Premiul I la Festivalul Dramaturgiei Românești de la Timișoara (1983), Premiul „György Kovács” al Societății Maghiare de Cultură din Transilvania (EMKE, 1992), Scrisoarea de merit a Ministerului Culturii din România (1994), Premiul „Alexandru Giugaru” pentru cea mai bună construcție dramatică la Festivalul Dramaturgiei Contemporane de la Brașov (1995), Premiul pentru cea mai bună construcție dramatică la Festivalul Teatrelor Maghiare Transfrontaliere de la Kisvárda (1995), Premiul „Fluturele de Aur” la Întâlnirea mondială a cineaștilor maghiari (1996), Premiul Fundației pentru Artă Maghiară (1996), Premiul UNITER pentru întreaga activitate (2000), Premiul pentru întreaga activitate la Festivalul Teatrelor Maghiare Transfrontaliere de la Kisvárda (2003) ș.a.
Criticul teatral Vicu Mîndra, care a analizat activitatea artistică a lui Loránd Lohinszky, a constatat următoarele: „Prezența lui în scenă, la început neobservată, se impune treptat, în creștere, pînă ajunge să domine. Lohinszky Lorand are însușirea rară de a se topi, de a dispare înlăuntrul personajelor sale. Nimic din forța personalității sale artistice nu iese la iveală, actorul pare să-și contemple personajul de undeva din culise, după ce l-a închipuit de fiecare dată cu altă ținută, cu alt mers, cu alte gesturi, cu altă rostire. Lohinszky își compune fiecare personaj, pornind de la datele personajului și nu de la însușirile lui proprii. [...] Actor cerebral, virtuoz al nuanțelor, elocvent în tăcerile sale, Lohinszky Lorand exercită o binefăcătoare influență în jur”. Cu ocazia aniversării vârstei de 70 de ani a artistului, criticul Attila Stracula scria că „Lóránd Lohinszky încearcă și reușește să-și construiască personajele diferit de imaginea pe care o sugerează îndeobște o primă lectură. Este un actor intelectual, fiindcă se documentează neobosit, citește mult, cu mare atenție. Este conștient că numai prin acumulare de informații își poate reînnoi și varia mijloacele de expresie. Receptivitatea, prospețimea intelectuală, exigența, permanenta căutare a soluțiilor noi, profunzimea gândirii sunt doar câteva dintre calitățile Actorului Lohinszky. Ca profesor de măiestrie actoricească, luptă neincetat impotriva manierizării, a tendinței studenților de a-l imita. [...] Este ultimul mohican al tradițiilor artistice ce defineau Teatrul Secuiesc de odinioară, ai cărui reprezentanți au fost Ernő Szabó, Ferenc Delly, György Kovács, Margit Kőszegi, András Csorba...”.

## Spectacole teatrale

### Regizor
- I.L. Caragiale: Conu Leonida față cu reacțiunea
- Anton Cehov: Jubileul
- Noel Coward: Flacăra
- Friedrich Dürrenmatt: Play Strindberg
- Georges Feydeau: O fată de la Maxim
- Carlo Goldoni: Slugă la doi stăpâni
- Boris Gorbatov: Tinerețea părinților — împreună cu Ferenc Tamás și Ottó Szabó
- Miklós Hubay – István Vas: Cele trei nopți ale unei povești de dragoste
- Benő Karácsony – Bálint Kisfalussy: Rățușca cea urâtă
- Frigyes Karinthy: Scaunul magic
- Alexandru Kirițescu: Gaițele
- William Somerset Maugham: Flacăra sacră
- Ferenc Molnár: Gardianul
- Luigi Pirandello: Șase personaje în cautarea unui autor
- Dumitru Radu Popescu: Acești îngeri triști
- Miklós Radnóti: Nici vântul nu mai bate pe aici
- Áron Tamási: Pasărea cântătoare
- Mihály Vörösmarty: Csongor și Tünde
- Tennessee Williams: Această casă se va dărâma

## Filmografie
- O mică întîmplare! (1957) — Albert Patkós, delegatul Sfatului Popular Raional
- Nincs idő (Ungaria, 1973) — Dániel Udvardi
- Álmodó ifjúság (Ungaria, 1974) — Simon Bauer
- Holnap lesz fácán (Ungaria, 1974) — István
- Pintea (1976) — guvernatorul Transilvaniei
- Apám néhány boldog éve (Ungaria, 1977) — János Török
- Buzduganul cu trei peceți (1977) — cardinalul Malaspina
- Naplemente délben (Ungaria, 1979) — doctorul Tamás
- Ítélet után (Ungaria, 1979)
- Rug și flacără (1980) — gen. György Klapka, comandantul revoluționarilor maghiari
- Anna (Ungaria, 1981) — Monsieur Aubier
- Vörös vurstli (film TV, Ungaria, 1991) — Blau
- A három nővér („Trei surori”, Ungaria, 1991) — Ferapont
- Ábel a rengetegben (Ungaria–România, 1994) — Páter Gvárdián
- Köd (film TV, Ungaria, 1994) — doctorul
- Vendredi noir (Csendélet, film TV, Ungaria–Franța, 1994) — dr. Ákos Kardos
- New Buda (film TV, Ungaria, 1995) — Ferenc Pulszky
- Retúr (Ungaria, 1996) — Lukács
- A nagy fejedelem (film TV, Ungaria, 1997) — primarul
- In memoriam Mándy Iván (film documentar, Ungaria, 1998)
- Színészfejedelem („Prințul actorilor”, film portret TV, Ungaria, 1998) — propriul rol
- Pejkó (Ungaria, 2003) — bunicul

## Distincții
- Medalia Muncii (28 ianuarie 1954) „cu ocazia împlinirii a cinci ani de activitate a Teatrului de Stat din Arad, Teatrului de Stat din Brăila, Teatrului Maghiar de Stat din Cluj, Teatrului Evreesc de Stat din București, Teatrului Maghiar de Stat din Oradea, Teatrului de Stat din Ploești, Teatrului de Stat din Pitești, Teatrului de Stat din Reșița, Teatrului de Stat din Sibiu, Teatrului Maghiar de Stat din Sf. Gheorghe, Teatrului de Stat din Orașul Stalin, Teatrului Secuesc de Stat din Târgu Mureș, Teatrului Evreesc de Stat din Iași, Teatrului de Stat din Timișoara și pentru merite în activitatea artistică”[32]
- Ordinul Muncii clasa a III-a (12 ianuarie 1957) „cu ocazia aniversării a 10 ani de la înființarea Teatrului Secuiesc de Stat din Tîrgu Mureș și pentru merite deosebite în activitatea artistică”[33]
- titlul de Artist Emerit al Republicii Populare Romîne (18 august 1964) „pentru merite deosebite în activitatea desfășurată în domeniul teatrului, muzicii, artelor plastice și cinematografiei”[28][2]
- Ordinul „Meritul Cultural” clasa a II-a (6 noiembrie 1967) „pentru merite deosebite în domeniul artei dramatice” (menționat Iosif Lorant Lohinszky)[25]
- Crucea de Ofițer a Ordinului de Merit al Republicii Ungare (1995)[9]
- Ordinul național „Steaua României” în grad de Ofițer (1 decembrie 2000) „pentru realizări artistice remarcabile și pentru promovarea culturii, de Ziua Națională a României”[26]